# Чепельово (Московська область)
Чепельо́во (рос. Чепелёво) — присілок у Чеховському муніципальному районі в Московській області у складі сільського поселення Стремиловське. Розташований на старому Сімферопольському шосе в 4 км від Чехова і в 45-47 км від МКАД. З південно-західного боку до присілка примикає залізниця Московсько-Курського напрямку з розташованою на ній пл. Чепельово.
Цей присілок часто плутають з відділенням радгоспу «Чепельовський», розташованим з іншого боку залізниці.
Назва присілка походить або від неканонічного особового імені Чепель (що буквально означає «залізна лопаточка для очищання прядива від костриці», пор. укр. чепель — «ніж з обламаним кінцем»), або від прізвища Чепельов.